# 아이언 몽거
아이언 몽거(Iron Monger)는 마블 코믹스가 발행하는 만화책에 등장하는 빌런이다. 데니스 오닐과 루크 맥도널드가 만들었다. 아이언맨 #163 (1982년 10월호)에서 첫 등장했으며, 오베디아 스테인(Obadiah Stane)이라는 이름으로도 잘 알려져 있다. 아이언맨1에 출연했다.
아이언맨1의 주요빌런이며 아이언맨 (토니 스타크)의 가슴에 있는 아크원자로를 이용해 아이언 몽거를 만들었다.